# Маккоун (округ, Монтана)
Шаблон:StateAbbr_ 47°39′ пн. ш. 105°48′ зх. д. / 47.65° пн. ш. 105.8° зх. д.
Округ  Маккоун (англ. McCone County) — округ (графство) у штаті  Монтана, США. Ідентифікатор округу 30055.

## Історія
Округ утворений 1919 року.

## Демографія
За даними перепису 
2000 року 
загальне населення округу становило 1977 осіб, усе сільське.
Серед мешканців округу чоловіків було 987, а жінок — 990. В окрузі було 810 домогосподарств, 597 родин, які мешкали в 1087 будинках.
Середній розмір родини становив 2,89.
Віковий розподіл населення поданий у таблиці:
| Стать    | До 15 років | 15-21 | 22-29 | 30-39 | 40-49 | 50-65 | 65-85 | Понад 85 |
| -------- | ----------- | ----- | ----- | ----- | ----- | ----- | ----- | -------- |
| Чоловіки | 187         | 91    | 44    | 123   | 172   | 189   | 170   | 11       |
| Жінки    | 224         | 62    | 56    | 120   | 162   | 173   | 180   | 13       |

## Суміжні округи
- Веллі — північ
- Рузвельт — північ
- Ричленд — північний схід
- Доусон — схід
- Прері — південь
- Ґарфілд — захід

## Виноски
1. ↑  US Decennial Census. US Census Bureau. Архів оригіналу за 26 квітня 2015. Процитовано 29 листопада 2014.
2. ↑  Historical Census Browser. University of Virginia Library. Архів оригіналу за 11 серпня 2012. Процитовано 29 листопада 2014.
3. ↑  Population of Counties by Decennial Census: 1900 to 1990. US Census Bureau. Архів оригіналу за 22 вересня 2018. Процитовано 29 листопада 2014.
4. ↑  Census 2000 PHC-T-4. Ranking Tables for Counties: 1990 and 2000 (PDF). US Census Bureau. Архів оригіналу (PDF) за 18 грудня 2014. Процитовано 29 листопада 2014.
5. ↑  State & County QuickFacts. US Census Bureau. Архів оригіналу за 6 червня 2011. Процитовано 15 вересня 2013.(англ.) Наведено за англійською вікіпедією.
6. ↑  American FactFinder. Бюро перепису населення США. Архів оригіналу за 26 лютого 2012. Процитовано 31 січня 2008.

| США | Це незавершена стаття з географії США. Ви можете допомогти проєкту, виправивши або дописавши її. |